# Terrence Jones
Pour les articles homonymes, voir Jones et Terrence Jones (homonymie).
Terrence Jones, né le 9 janvier 1992 à Portland dans l'Oregon, est un joueur américain de basket-ball. Il évolue au poste d'ailier fort.

## Biographie

### Carrière universitaire
Considéré comme le huitième meilleur lycéen du pays par le site Scout.com, il est logiquement sélectionné lors de l'année 2010, pour participer aux différents all star game des lycéens, le Nike Hoop Summit, le McDonald's All-American Game et au Jordan Brand Classic.
Engagé à la base en faveur de l'université de Washington, il se rétracte et rejoint l'université du Kentucky,. Lors de son premier match, il marque les esprits en inscrivant 25 points et en prenant 12 rebonds.
En fin de saison, il décide, contrairement à son coéquipier Brandon Knight, de ne pas rejoindre la NBA et de rester au sein des Wildcats du Kentucky encore une saison. La saison 2011-2012 est celle de la consécration pour Kentucky qui termine la saison avec un très bon bilan de 32 victoires pour 2 défaites, ce qui lui octroie le no 1 de la saison. Les Wildcats remportent ensuite le tournoi final face aux Jayhawks du Kansas.

### Carrière professionnelle
Il est choisi en 18e position par les Rockets de Houston lors de la draft 2012 de la NBA. Après une première saison où il joue beaucoup en NBA Development League, il s'impose progressivement dans l'effectif des Rockets. Sa saison 2014-2015 est toutefois marquée par plusieurs blessures qui lui font manquer de nombreux matchs.
Le 22 février 2019, il signe un contrat de 10 jours avec les Rockets de Houston. Le 4 mars 2019, il signe un second contrat de 10 jours avec les Rockets de Houston.
Le 14 mars 2019, il n'est pas prolongé par la franchise texane.

## Clubs successifs
- 2010-2012 :  Wildcats du Kentucky (NCAA).
- 2012-2016:  Rockets de Houston (NBA).
- 2012-2013 :  Vipers de Rio Grande Valley (D-League).
- 2017 :  Bucks de Milwaukee (NBA).
- 2017 :  Qingdao Eagles (CBA)
- 2017-2018 :  Warriors de Santa Cruz (D-League).
- 2018-2019 :  BayHawks d'Érié (D-League).
- 2019 :  Rockets de Houston (NBA).

## Palmarès
- 2012 : Tournoi NCAA

## Statistiques

### Universitaires
| Saison    | Équipe   | Matchs | Titul. | Min./m | % Tir | % 3pts | % LF | Rbds/m. | Pass/m. | Int/m. | Ctr/m. | Pts/m. |
| --------- | -------- | ------ | ------ | ------ | ----- | ------ | ---- | ------- | ------- | ------ | ------ | ------ |
| 2010-2011 | Kentucky | 38     | 35     | 31,5   | 44,2  | 32,9   | 64,6 | 8,84    | 1,58    | 1,13   | 1,89   | 15,66  |
| 2011-2012 | Kentucky | 38     | 34     | 29,3   | 50,0  | 32,7   | 62,7 | 7,16    | 1,34    | 1,29   | 1,79   | 12,34  |
| Carrière  | Carrière | 76     | 69     | 30,4   | 46,7  | 32,8   | 63,8 | 8,00    | 1,46    | 1,21   | 1,84   | 14,00  |

### Professionnelles

#### Saison régulière
| Saison    | Équipe              | Matchs | Titul. | Min./m | % Tir | % 3pts | % LF | Rbds/m. | Pass/m. | Int/m. | Ctr/m. | Pts/m. |
| --------- | ------------------- | ------ | ------ | ------ | ----- | ------ | ---- | ------- | ------- | ------ | ------ | ------ |
| 2012-2013 | Houston             | 19     | 0      | 14,5   | 45,7  | 26,3   | 76,5 | 3,42    | 0,79    | 0,63   | 1,00   | 5,47   |
| 2013-2014 | Houston             | 76     | 71     | 27,3   | 54,2  | 30,7   | 60,5 | 6,95    | 1,14    | 0,70   | 1,30   | 12,12  |
| 2014-2015 | Houston             | 33     | 24     | 27,0   | 52,8  | v35,1  | 60,6 | 6,67    | 1,09    | 0,55   | 1,79   | 11,70  |
| 2015-2016 | Houston             | 50     | 11     | 20,9   | 45,2  | 31,6   | 66,4 | 4,22    | 0,82    | 0,46   | 0,78   | 8,68   |
| 2016-2017 | La Nouvelle-Orléans | 51     | 12     | 24,8   | 47,2  | 25,3   | 60,6 | 5,94    | 1,16    | 0,76   | 1,04   | 11,45  |
| 2016-2017 | Milwaukee           | 3      | 0      | 2,2    | 0,0   | 0,0    | 0,0  | 1,00    | 0,00    | 0,33   | 0,33   | 0,00   |
| 2018-2019 | Houston             | 2      | 0      | 2,6    | 25,0  | 0,0    | 0,0  | 2,00    | 0,00    | 0,00   | 0,00   | 1,00   |
| Carrière  | Carrière            | 234    | 118    | 23,8   | 50,1  | 29,7   | 62,1 | 5,70    | 1,02    | 0,62   | 1,15   | 10,39  |

Dernière mise à jour le 15 juillet 2020.

#### Playoffs
| Saison   | Équipe   | Matchs | Titul. | Min./m | % Tir | % 3pts | % LF | Rbds/m. | Pass/m. | Int/m. | Ctr/m. | Pts/m. |
| -------- | -------- | ------ | ------ | ------ | ----- | ------ | ---- | ------- | ------- | ------ | ------ | ------ |
| 2013     | Houston  | 2      | 0      | 17,6   | 40,0  | 0,0    | 0,0  | 7,50    | 0,50    | 0,00   | 0,50   | 4,00   |
| 2014     | Houston  | 6      | 2      | 23,0   | 51,3  | 0,0    | 50,0 | 6,17    | 1,33    | 0,83   | 0,50   | 7,67   |
| 2015     | Houston  | 17     | 9      | 23,6   | 42,1  | 15,8   | 66,7 | 4,76    | 1,00    | 0,47   | 0,71   | 10,18  |
| Carrière | Carrière | 25     | 11     | 23,0   | 43,8  | 13,6   | 60,9 | 5,32    | 1,04    | 0,52   | 0,64   | 9,08   |

Dernière mise à jour le 15 juillet 2022.

## Records personnels sur une rencontre de NBA
Les records personnels de Terrence Jones, officiellement recensés par la NBA sont les suivants :
| Type statistique           | Saison régulière | Saison régulière                                   | Saison régulière                 | Playoffs | Playoffs                  | Playoffs      |
| Type statistique           | Record           | Adversaire                                         | Date                             | Record   | Adversaire                | Date          |
| -------------------------- | ---------------- | -------------------------------------------------- | -------------------------------- | -------- | ------------------------- | ------------- |
| Points                     | 36               | Bucks de Milwaukee                                 | 18 janvier 2014                  | 19       | Mavericks de Dallas       | 18 avril 2015 |
| Paniers marqués            | 14               | Bucks de Milwaukee                                 | 18 janvier 2014                  | 6        | 6 fois                    |               |
| Paniers tentés             | 20               | @ Spurs de San Antonio Bucks de Milwaukee          | 25 décembre 2013 18 janvier 2014 | 15       | Mavericks de Dallas       | 18 avril 2015 |
| Paniers à 3 points réussis | 3                | Jazz de l'Utah                                     | 17 mars 2014                     | 1        | 3 fois                    |               |
| Paniers à 3 points tentés  | 4                | 8 fois                                             |                                  | 2        | 6 fois                    |               |
| Lancers francs réussis     | 7                | Bucks de Milwaukee                                 | 18 janvier 2014                  | 7        | Mavericks de Dallas       | 18 avril 2015 |
| Lancers francs tentés      | 10               | Pelicans de La Nouvelle-Orléans Bucks de Milwaukee | 15 janvier 2014 18 janvier 2014  | 11       | Mavericks de Dallas       | 18 avril 2015 |
| Rebonds offensifs          | 9                | Timberwolves du Minnesota                          | 23 février 2015                  | 4        | 5 fois                    |               |
| Rebonds défensifs          | 14               | @ Wizards de Washington                            | 11 janvier 2014                  | 10       | Trail Blazers de Portland | 20 avril 2014 |
| Rebonds totaux             | 17               | @ Wizards de Washington                            | 11 janvier 2014                  | 13       | Trail Blazers de Portland | 20 avril 2014 |
| Passes décisives           | 6                | Bulls de Chicago                                   | 18 décembre 2013                 | 6        | Mavericks de Dallas       | 18 avril 2015 |
| Interceptions              | 4                | Sixers de Philadelphie                             | 27 mars 2014                     | 2        | Trail Blazers de Portland | 23 avril 2014 |
| Contres                    | 7                | Kings de Sacramento                                | 1er avril 2015                   | 3        | 2 fois                    |               |
| Balles perdues             | 4                | @ Magic d'Orlando                                  | 5 mars 2014                      | 2        | 5 fois                    |               |
| Minutes jouées             | 44               | Cavaliers de Cleveland                             | 1er mars 2015                    | 36       | Trail Blazers de Portland | 20 avril 2014 |

- Double-double : 28 (dont 1 en playoffs) (au 28/05/2019)
- Triple-double : aucun.

## Vie personnelle
Terrence Jones est le cousin des deux anciens joueurs NBA, Salim Stoudamire et Damon Stoudamire.